# Frisöranställdas förbund
Frisöranställdas förbund var ett fackförbund, bildat 1906 med namnet Svenska frisörbiträdesförbundet. Det uppgick 1989 i Handelsanställdas förbund.

## Historia
- 1890 bildades den första fackliga frisörorganisationen: Fältskärs-, perukmakare- och barberarebiträdesföreningen i Stockholm
- 1906 bildade delegater från ett femtontal orter det landsomfattande Svenska frisörbiträdesförbundet vid en konferens i Stockholm och Einar Håkansson blev dess förste ordförande.
- 1907 inträffar den första strejken i Landskrona. För att få opinionen med sig inrättas en s.k. kamprakstuga och sådana kamp- eller stridsrakstugor användes även vid senare konflikter för att blidka den allmänna opinionen.
- 1921 ledde en konflikt till kraftiga lönesänkningar och följden blev att medlemsantalet sjönk från 1000 till 166.
- 1926 organiserades allt fler arbetare vid bad-, tvätt- och strykinrättningar och man ändrade därför namn till Svenska frisör- och tvättarbetareförbundet.
- 1927 lämnade tvättarbetarna förbundet för Grov- och fabriks
- 1928 blev förbundets nya namn istället Svenska frisörarbetareförbundet.
- 1930-talet. Man organiserade allt fler damfrisörskor, som senare kom att bli den dominerande yrkesgruppen i förbundet.
- 1931 började man inrätta kooperativa frisersalonger och de uppgick 1932 till 12 stycken, men idén övergavs och verksamheten togs över av det helägda bolaget Frisören AB.
- 1950 hade förbundet 44 avdelningar med 4077 medlemmar.
- 1978 ändrades namnet till Frisöranställdas förbund.
- 1980 hade förbundet 4140 medlemmar, varav 307 män och 3833 kvinnor. [1]

- 1989 uppgick förbundet i Handelsanställdas förbund.